# Khamlung
Khamlung (en népalais : खाम्लुङ) est un comité de développement villageois du Népal situé dans le district de Taplejung. Au recensement de 2011, il comptait 1 517 habitants.